# Wellesleyøerne
Wellesleyøerne er en gruppe øer ud for Queensland i Australien.
Øerne er navngivet af Matthew Flinders efter Richard Colley Wellesley.
16°34′23″S 139°20′57″Ø / 16.5731°S 139.3492°Ø